# یک ذهن همیشه در سفر
«یک ذهن همیشه در سفر» یک بازی ماجراجویی و تعاملی با داستان تخیلی است که در سال ۱۹۸۵ توسط «استیو مرتزکی» طراحی گردید و به وسیله شرکت «اینفوکام» منتشر شد. نام این بازی از کتاب The Prelude اثر «ویلیام وردزورث» اقتباس شده‌است.
این بازی یک اثر معمولی از شرکت اینفوکام نبود، فقط یک معما در این بازی وجود داشت که آن هم در انتهای داستان بازی بود. برخلاف بسیاری از بازی‌های ساخته شده توسط شرکت اینفوکام، مخصوصاً آن‌ها که توسط «استیو مرتزکی» طراحی شده‌اند، این اثر دارای یک سبک جدی و تم سیاسی است. این خصوصیات در بازی بعدی همین کمپانی که در همان سال منتشر شد با نام «سه‌گانگی» نیز ادامه یافت. این بازی با وجود اینکه در فروش زیاد موفق نبود، اما یکی از عناوین قابل احترام شرکت اینفوکام بود. این عنوان همچنین اولین محصول از سری «داستان‌های تعاملی مثبت» نیز می‌باشد و بر عکس بازی پیشین اینفوکام که از توسعه کمتری برخوردار بودند، نیاز به حافظه بیشتری داشت. این بازی هفدهمین محصول شرکت اینفوکام است و به وضوح نقدی بر سیاست‌های رونالد ریگان (رئیس جمهور وقت ایالات متحده) دارد.

## داستان بازی

اسکرین شات از ابتدای بازی

بازیباز در این بازی کنترل اولین هوش مصنوعی رایانه‌ای در دنیا و در سال ۲۰۳۱ را که «پریسم» نام دارد، به دست می‌گیرد. این سال مصادف با افول اقتصاد «ایالات متحدهٔ آمریکای شمالی» است. بسیاری از جوانان تبدیل به «جوی بوت» گردیده‌اند (دستگاه پیشرفته‌ای که به‌طور مستقیم اقدام به شبیه‌سازی ورودی اعصاب به مغز می‌نماید) و با تحریک بیش از حد این ورودی‌های عصبی، اقدام به خودکشی کرده‌اند. در همین زمان یک ارتش تازه تأسیس اقدام به تهیه سلاح هسته‌ای جدیدی نموده که ابعاد آن در حد یک جعبه سیگار معمولی می‌باشد و قصد دارند به وسیله ترس و ارعاب، «ایالات متحدهٔ آمریکای شمالی» را تبدیل به پلیس دنیا نمایند. هوش مصنوعی «پریسم» یک رایانه بسیار بافرهنگ می‌باشد و حدود ۱۱ سال است که در قالب انسانی خود و با نام «پری سیم» زندگی می‌کند (به صورت واقعی حدود ۲۰ سال است که شبیه‌سازی آن آغاز گردیده). دکتر «آبراهام پریلمن» پدر و به وجود آورنده «پریسم»، او را از طبیعت و سرشت واقعیش آگاه می‌کند و به مرور زمان او را از حالت شبیه‌سازی به شکل واقعی تبدیل می‌کند. دکتر «پریلمن» توضیح می‌دهد که دلیل خلق این هوش مصنوعی یک مأموریت حیاتی است: این شبیه‌سازی برنامه‌ای است تحت نام «برنامه نوسازی اهداف ملی» که توسط سناتور «ریچارد رایدر» پشتیبانی می‌شود. هنگامی که پریسم در حالت شبیه‌سازی باشد، قادر به ذخیره مراحل پیشرفت اهداف پروژه در یک بافر است که در آنجا می‌تواند اهداف پروژه را با میزان پیشرفت آن مقایسه نماید. اگر «پِری» در حالت شبیه‌سازی بمیرد، ماجرا و داستان به پایان خود نمی‌رسد، بلکه برنامه شبیه‌ساز به سادگی می‌تواند ریست و دوباره راه‌اندازی شود.
نکته: توضیحاتی که در زیر می‌آیند بر مبنای انتخاب‌های صحیح بازیباز و به پایان رساندن کامل بازی ارائه شده‌اند.
برنامه اولیه شبیه‌ساز در ابتدا بر روی شهر تخیلی کوچکی با نام «راک ویل» در داکوتای جنوبی و ده سال پس از آغاز پروژه قرار دارد. فهرستی از محل‌های عمومی، شهری و خصوصی جهت ارزشیابی و بررسی به بازیباز داده می‌شود و «پریسم» با ورود به حالت شبیه‌سازی اقدام به بررسی جریان‌های احیا شده در «راک ویل» در سال ۲۰۴۱ می‌نماید. نتایج بررسی‌ها از وضعیت بهتر حکومت، بهبود اقتصاد و فراوانی غذا حکایت دارد و همسر برنامه شبیه‌ساز (جیل) و پسرشان (میشل) به آینده بسیار امیدوارند. پریسم در محدوده خاص زمانی و به علت نداشتن فعالیت ویژه‌ای به حالت «خواب» می‌رود، البته او بدن فیزیکی ندارد که خسته شود و نیاز به تجدید قوا داشته باشد، اما چون مغز او براساس مغز یک انسان طراحی گردیده، خواب برای تجدید فعالیت‌های ذهنی او مفید است.
پریسم ده سال بعد از خواب بیدار می‌شود. در سال ۲۰۵۱ «راک ویل» دوران افول خود را آغاز کرده‌است. آلودگی‌های صنعتی تمام شهر را فراگرفته و باران‌های اسیدی در حال نابودی محیط زیست باقیمانده‌است. در همین زمان نیروی نظامی جدیدی جهت دفاع از مردم علیه حملات تروریستی اتمی و با نام «نیروی حفاظتی مرز» تشکیل می‌شود. در این دوران و با افزایش جرم و جنایت و هرج و مرج، فرقه جدیدی با نام «کلیسای کلام خدا» تأسیس و هواداران زیادی بین مردم عادی پیدا می‌کند. این در حالیست که پریسم تمام این وقایع را ثبت و آن‌ها را جهت ارزیابی به دکتر «پریلمن» واگذار می‌کند. این اطلاعات در راه‌اندازی عصر جدیدی از برنامه تازه شبیه‌سازی و بعد از سی سال به کار برده می‌شود.
در سال ۲۰۶۱ بحران آلودگی آب به بالاترین مرحله خود رسیده و «نیروی حفاظتی مرز» و پلیس محلی شروع به ارعاب مردم نموده‌اند. اعدام‌های مجرمان در مکان‌های عمومی تبدیل به سرگرمی مورد علاقه مردم گشته، بی رحمی و جنایت نسبت به حیوانات و انسان‌ها زیاد شده و بچه‌ها را در باغ وحش می‌توان مشاهده کرد که در حال شکنجه و اذیت و آزار حیوانات بی دفاع هستند. جوانان فرقه «کلیسای کلام خدا» در مناطق مختلف اقدام به آزار یهودیان مسن می‌کنند، خدمات عمومی مختل گردیده و کیفیت غذاها کاهش یافته و کلیسا آنچنان قدرتمند شده که شروع به فشار بر مردم عادی کرده و اقدام به ایجاد یک جامعه طبقاتی نموده و در نهایت آموزه‌های این کلیسا باعث اغفال میشل (پسر پریسم) شده و او خانواده خود را ترک می‌کند. در تمام این احوال پریسم همچنان به ثبت وقایع مشغول است.
این وقایع ثبت شده باعث آزردگی شدید دکتر پریلمن می‌شد اما او از ترس افراد بانفوذی که در پس این پروژه قرار داشتند، قادر به انجام کاری نبود. او مجبور بود برای اثبات ایرادات بزرگ این پروژه اقدام به جمع‌آوری مدارک نماید به همین دلیل او از پریسم خواست اقدام به شبیه‌سازی در ۴۰ سال آینده نماید. در سال ۲۰۷۱ دنیا تبدیل به مکان بی رحمی شده، «کلیسای کلام خدا» خود تبدیل به یک حکومت مستبد و خودکامه شده و با صدور دستورهایی به اعضای بلند مرتبه خود اجازه استفاده قانونی از برده داری را می‌دهد. میشل (پسر پریسم) که اکنون یکی از اعضای بلند مرتبه کلیسا می‌باشد، مادر خود (جیل) را به جرم ارتداد دستگیر می‌کند. در این سال غذا جیره بندی شده و هرکس سعی نماید از کوپن خود برای دریافت غذا در یک روز دو بار استفاده نماید، بازداشت خواهد شد. اعدام‌های خیابانی به شکل وحشیانه و به صورت درگیری گلادیاتور گونه بین مجرمان انجام می‌گیرد. در همین گیرودار، Perry توسط یک افسر مست و بعد از ساعت خاموشی عمومی تیر خورده و به شدت مجروح می‌شود و به وسیله جوانان کلیسا بدن رنجورش به یک حیاط مدرسه برده می‌شود. با این حال او همچنان به ثبت وقایع ادامه می‌دهد.
این اسناد ثبت شده باعث رضایت دکتر پریلمن نیستند. او هنوز امید کمی برای نجات از این وضعیت دارد، به همین دلیل پریسم را به قسمت نهایی پروژه در سال ۲۰۸۱ می‌فرستد.
در این سال، محیط اطراف کاملاً ویران شده، تنها بخش کوچکی از «راک ویل» که باقی‌مانده تبدیل به محیط خالی از سکنه گردیده، جامعه کاملاً در دام هرج و مرج افتاده. ساختمان‌ها تبدیل به خرابه‌هایی از سنگ و آهن شده‌اند، مردم بی دفاع توسط سگ‌های وحشی یا انسان‌های وحشی صفت مورد هجوم قرار می‌گیرند، در این شرایط هیچ غذایی برای خوردن پریسم باقی نمانده. او آخرین لحظات کوتاه این وقایع تاسف بار را ثبت می‌کند و در نهایت این پروژه جهنمی را ترک می‌کند.
در نهایت دکتر پریلمن احساس می‌کند مدارک لازم جهت متوقف کردن این پروژه را به دست آورده، و برای نشان دادن این مدارک به دولتمردان راهی می‌شود. در حین رفتن از رایانه به جهت کمک‌هایی که نموده تشکر می‌کند، بدون این رایانه شاید ملت‌ها و کل دنیا به نابودی کشیده شود. دکتر، پریسم را در حالی ترک می‌کند که او مجدداً وارد حالت خواب می‌شود.
بعد از چند ساعت پریسم از خواب بر می‌خیزد، در همین حین سناتور «رایدر» که از مدارک جمع‌آوری شده توسط دکتر پریلمن عصبانی شده، به دفتر کار او می‌آید تا با تهدید و گوشمالی، بهای این جسارت دکتر را بپردازد. پریسم به‌طور مخفیانه شروع به ثبت رفتار خشن و توهین‌آمیز سناتور می‌کند. بعد از رفتن سناتور، پریسم منتظر می‌ماند تا فرصت اتصال به شبکه خبر جهانی را به دست آورده و بتواند جزئیات ثبت شده این حادثه را انتقال دهد.
بعد از مدت کوتاهی از رفتن سناتور یک هواپیما بر روی سقف ساختمان فرود آمده و مردان سناتور از آن خارج می‌شوند. به نظر می‌رسد این افراد قصد دسترسی به محتویات حافظه پریسم را دارند. کامپیوتر که از قصد آن‌ها آگاه می‌شود دریچه‌های ورودی هوا را می‌بندد و افراد سناتور را توسط گاز بیهوش می‌کند. در همین زمان امکان اتصال به شبکه خبر جهانی برای پریسم فراهم می‌شود و فیلم خشونت و تهدیدهای سناتور از طریق شبکه جهانی پخش می‌شود.
با افشای تهدیدات، مقبولیت عمومی سناتور در بین مردم کاهش پیدا کرد. دکتر پریلمن برای قدردانی از پریسم به او اجازه می‌دهد به بخش پایانی پروژه بپیوندد. بخش پایانی پروژه در سال ۲۰۹۱ کلید می‌خورد و بر طبق پروژه جدیدی براساس صلح‌جویی و عدالت محوری تنظیم شده. در سال ۲۰۹۱ «پریسم» به خانواده اش می‌پیوندد و به همراه همسر و پسرش زندگی شاد و موفقی تجربه می‌کند و چشم به روزهای طلایی آینده می‌دوزد.

## المنت‌های سیاسی داخل بازی
این بازی یکی از عناوین غیرمعمول تولید شده توسط شرکت «اینفوکام» می‌باشد که بنا به اظهار نظر طراح بازی «استیو مرتزکی» دارای اشاره‌های متعددی به سیاست و مسائل اجتماعی است. داستان بازی در محلی به نام «ایالات متحده آمریکای شمالی» اتفاق می‌افتد که در واقع متشکل از کشورهای آمریکا و کانادای امروزی است و قوانین این کشورها شباهت بسیاری با کشور داخل بازی دارد. واشنگتن در بازی به عنوان پایتخت حضور دارد. اوج داستان بازی در قسمتی می‌باشد که پریسم متوجه می‌شود پروژه شکست خورده و جامعه به سمت هرج و مرج کشیده خواهد شد.
«استیو مرتزکی» همچنین از بحث و جدل‌های فراوان بازیبازان و منتقدان در مورد این بازی خبر داد و این انتقادات تا آنجا پیش رفت که گروه‌های سیاسی «راست گرا» و «عوام گراها» نیز وارد این بحث‌ها شدند.
اشارات مورد نظر سیاسی و قانونگذاری در بازی شامل موارد زیر می‌باشند:
- کم شدن میزان مالیات‌ها تا پنجاه درصد
- پیگردهای شدید قانونی در قبال فرار مالیاتی
- مسئولیت پذیری‌های دولت فدرال در موارد مختلف
- کاهش قوانین سخت گیرانه مربوط به صنایع اصلی
- بازگرداندن خدمت وظیفه عمومی
- تأکید بر اصول بنیادی و اساسی خانواده‌ها در امر آموزش
- اجباری کردن اشتغال مجرمان در نهادهای خدمت‌رسانی عمومی به مردم
- قطع کمک‌های دولتی به مردمی که جزو شهروندان درجه یک «ایالات متحده آمریکای شمالی» نیستند
- کاهش همه نوع بوروکراسی، به‌طور مثال مراحل خرید ماشین، اسلحه و...
- قطع یارانه‌های دولتی به صنایع قدیمی و از مُد افتاده
- افزایش اختیارات و قدرت قوه مجریه
- افزایش دوره ریاست جمهوری به هشت سال

اگر بازیباز بتواند به پایان خوب بازی برسد، قهرمان بازی به حالت شبیه‌سازی سال ۲۰۹۱ فرستاده می‌شود و بقیه زندگی خود را استراحت خواهد کرد.
اشاره‌های نویسنده داستان بازی به مسائل دوران ریاست جمهوری «رونالد ریگان» می‌باشد: شدت عمل در مسائل خارجی به صورت سیاسی یا نظامی، قطع کردن خدمات رایگان دولتی و تأکید بر مسائل مذهبی.
همچنین در این بازی در سال ۲۰۳۱، دو کشور یونان و گواتمالا اتحاد ضد آمریکای شمالی را تشکیل می‌دهند (در واقعیت کره شمالی و آلبانی)، دولتمردان سیاه پوست آفریقای جنوبی مورد حمله گروه تروریستی بنیادگرای سفید پوستی به نام WIZO قرار می‌گیرند. رهبر لیبی معمر قذافی در جریان یک انفجار اتمی تصادفی در سال ۱۹۹۸ کشته می‌شود. جمهوری‌های اتحاد جماهیر شوروی به‌طور معنی داری از اتحادیه کشورهای سوسیالیستی خارج شده ولی همچنان برای امنیت ایالات متحده خطرناک به‌شمار می‌روند؛ و کشورهای بلوک شرق در سال ۲۰۳۱ اقدام به یک تحول و رنسانس در خود می‌نمایند.

## موارد افزون شده به بازی
از آنجایی که این بازی یکی از محصولات غیرمتعارف شرکت «اینفوکام» می‌باشد، بسته‌بندی بازی شامل محتویات خاصی بود که اصطلاحاً feelies نامیده می‌شوند:
- یک نسخه چاپ شده از مجله تخیلی به نام «داکوتا آنلاین» به تاریخ آوریل ۲۰۳۱ که شامل یک مقاله با نام "Perry Simm"/PRISM است.[۱۸]
- یک آگهی تبلیغاتی تحت نام «کارخانجات Joybooth آمریکای شمالی»[۱۸]
- یک کاغذ دایره‌ای شکل چرخان که در واقع کدهای مورد نیاز بازی را در اختیار کاربر قرار می‌دهد.[۱۸]
- یک نقشه از منطقه «راک ویل» تحت عنوان ("جواهر ایالت‌های چهارگانه" شامل داکوتای شمالی، داکوتای جنوبی، مونتانا و وایومینگ)[۱۹]

## نکته‌ها
نویسنده داستان بازی «استیو مرتزکی» به این نکته اشاره کرده بود که در مورد این بازی انتظار بحث و جدل و مناقشه سیاسی را داشته‌است. اما وقتی بازی منتشر شد و هیاهوی مورد انتظار در مورد آن بلند نشد، «مرتزکی» تصمیم گرفت بازی را بسازد که مقداری مسائل جنسی در آن باشد، زیرا به نظر او هیچ چیز مانند مسائل جنسی نمی‌توانست بحث و مناقشه راه بیندازد. نتیجه این تصمیم، تولید بازی الهه چرمی فوبوس بود.
این بازی شامل یک مرحله از سختی با نام Advanced می‌باشد. همچنین ۱۷۸ مکان مختلف در بازی وجود دارند.
گری ویتا فیلمنامه‌نویس «کتاب عیلی»، قصد داشت تا یک پروژه سینمایی را براساس این بازی آغاز کند اما این پروژه حتی به مرحله پیش تولید هم نرسید. نوشته‌های «گری ویتا» در مورد این پروژه بر روی وبلاگ او قابل دسترسی و بارگذاری می‌باشد.